# Campiglossa simplex
Campiglossa simplex är en tvåvingeart som först beskrevs av Chen 1938.  Campiglossa simplex ingår i släktet Campiglossa och familjen borrflugor. Inga underarter finns listade.